# Varanus beccarii
Varanus beccarii (чорний деревний варан) — вид плазунів з родини варанових. Вид названо на честь Одоардо Беккарі.

## Екологія
Ендемік островів Ару біля берегів Нової Гвінеї (Індонезія). Живе в тропічних лісах і мангрових лісах уздовж берегів острова. V. beccarii м'ясоїдні, поживою для них є равлики, коники, жуки, скорпіони, яйця птахів, риба, інші ящірки, змії, птахи і землерийки. Велика частина їжі тварини, які живуть серед мангрових дерев, складається з крабів. Вороги: змії, лисиці, люди. Пристосований до життя на деревах: має довгі, вигнуті пазурі, обтічне тіло і довгий чіпкий хвіст. Чорне забарвлення дозволяє швидко нагріватися, зменшуючи кількість часу, витраченого щоб грілися. V. beccarii має чудовий зір і чуття запаху.
Вид швидко зникає в дикій природі, його чисельність не може бути високою, оскільки цей варан живе в дуже обмеженому географічному діапазоні. Чисельність скорочується через полювання задля шкіри й втрати місця існування. Тварин також продають як домашніх тварин.

## Опис
Дорослі особини, довжина яких 90–120 см, повністю чорного кольору, в той час як молодь темно-сірого кольору з правильними рядами жовто-зелених точок. Самці трохи більші ніж самиці. Хвіст у 1,7–2,3 рази довший від решти тіла. Має довгі гострі кігті і сильні щелепи. Зуби більші, ніж у інших видів, що дозволяє тримати здобич, зловлену високо на деревах.

## Поведінка
При загрозі V. beccarii роздуває шию і шипить на непроханого гостя. Він роздуває тіло, щоб здаватися більшим. На відміну від інших варанів, не використовує хвіст як зброю. Він дуже швидкий і спритний і часто може уникнути ворогів швидко лазячи по деревах. Може вдатися до кусання і дряпання, як засобу захисту, якщо втеча не увінчалися успіхом. Цей денний вид проводять більшу частину дня на деревах у пошуках їжі.

## Відтворення
Бої самців є поширеними в період розмноження. Самиця відкладає подовжені шкірясті яйця приблизно через 70 днів після спарювання. Дитинчата вилуплюватися з яйця приблизно через 80 днів.

## Галерея

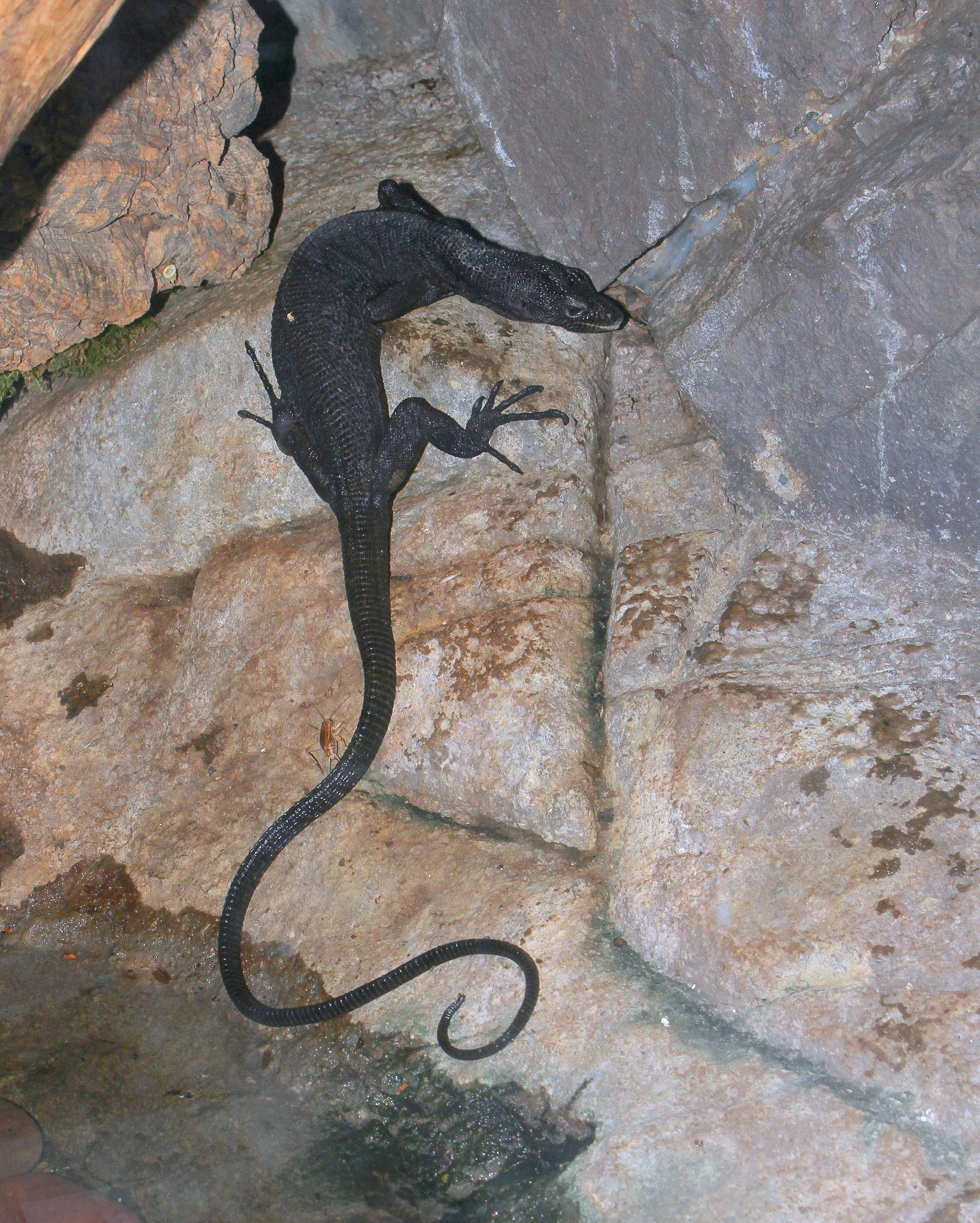
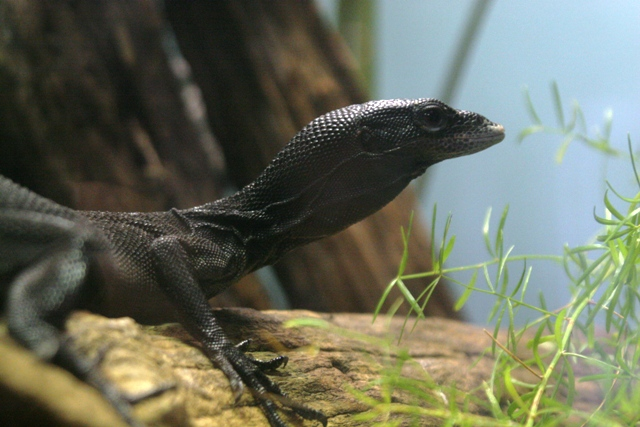
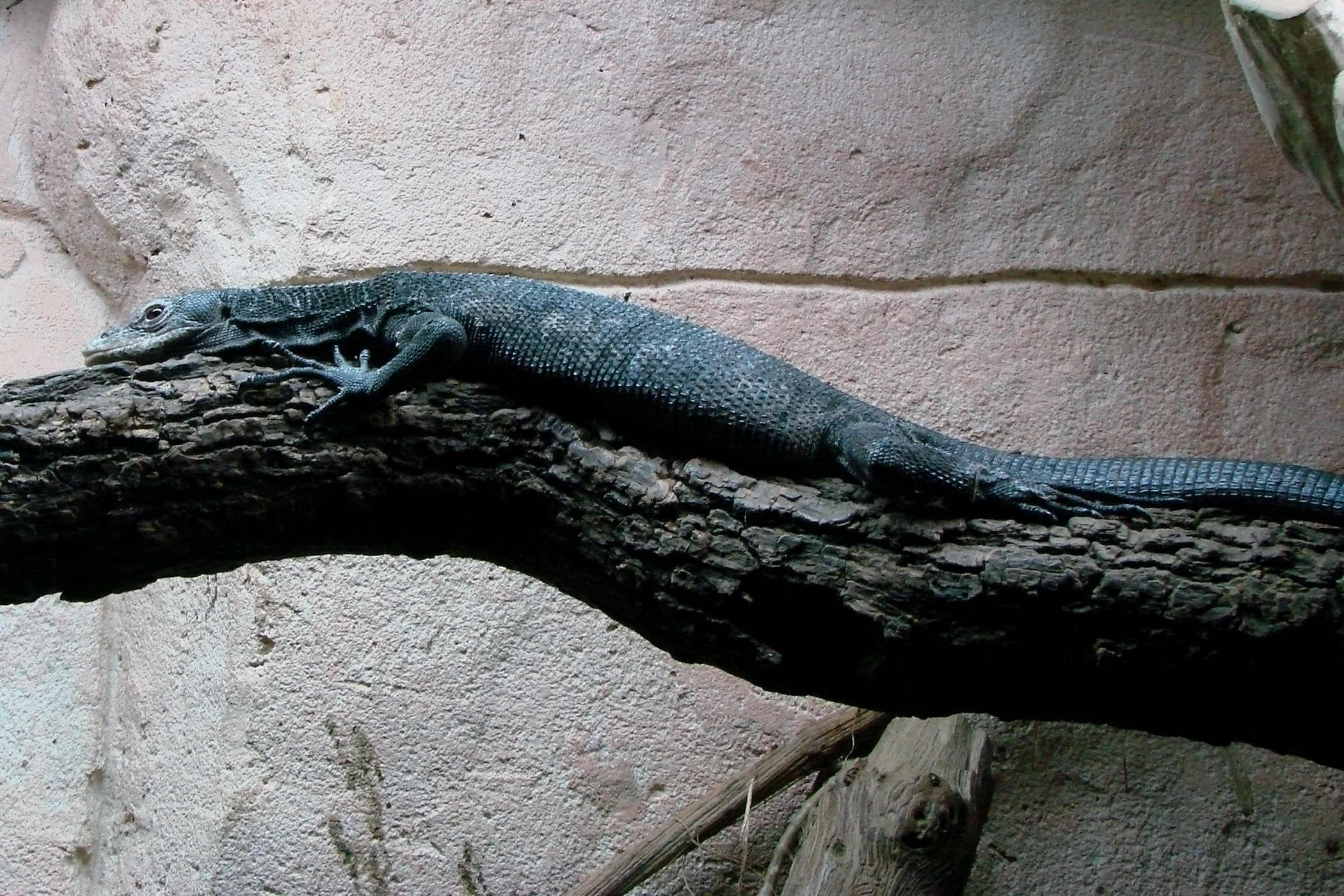